# Johann Joseph Söntgen
Johan Joseph Söntgen (ou Soentgen) est un sculpteur allemand, actif en Lorraine. Il est né en 1719 à Coesfeld (Westphalie), mort en 1788 à Nancy.

## Biographie
Fils de Jean-Henri Söntgen et de  Marguerite Volchier, il eut de son mariage célébré à Nancy le 12 mai 1770 avec Marie Desgranges, une fille Marie-Joséphine née le 13 février 1771.

## Œuvres

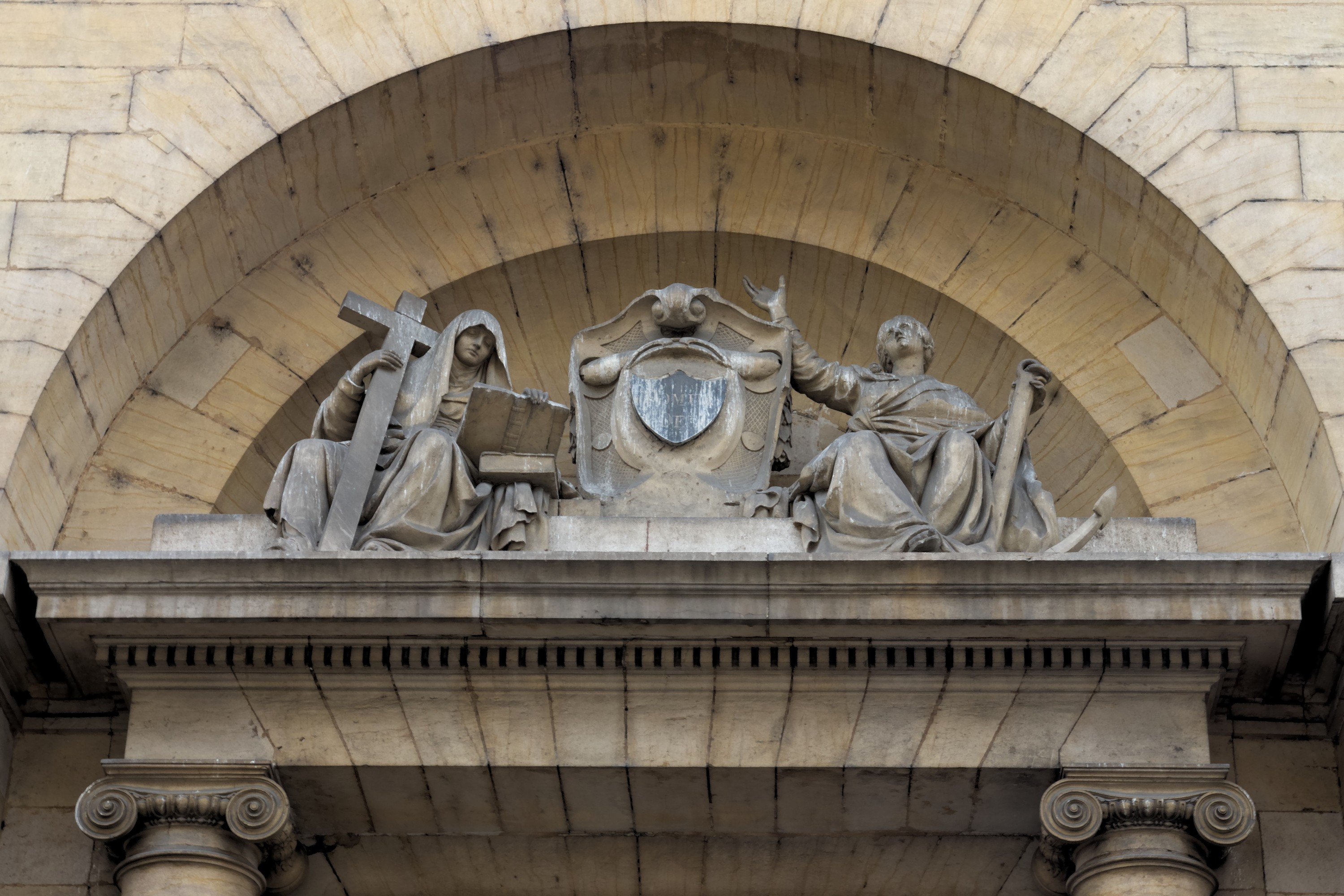
Foi et Espérance par Söntgen

- Essey-lès-Nancy, église Saint-Georges, Pleureuse.
- À Nancy :
  - cimetière de l'église Saint-Sébastien, tombeau du peintre Jean Girardet, stèle ornée d'un médaillon de marbre blanc reproduisant les traits de l'artiste. Monument détruit par les fédérés de passage à Nancy en novembre 1792[2]. Et en l'église Saint Sébastien, mausolée du sculpteur Jean Girardet.
  - Sculptures de la Chapelle de la Visitation de Nancy.
  - Bas-relief sur le fronton de la Caserne Thiry[3].
- Pont-à-Mousson, Hôtel de Ville, les sculptures du fronton seraient de Söntgen.
- Toul : sculptures de l'autel du Sacré-Cœur, en la Cathédrale Saint-Étienne[4].